# 章立凡
章 立凡（しょう りつぼん、1950年7月 - 2025年3月）は、中華人民共和国の歴史学者。

## 略歴
1950年、北京市に生まれた。清華大学附属中学卒業。母は張彩萍。父章乃器は元中華人民共和国糧食部長。1957年、章伯鈞、儲安平、羅隆基と並んで中国「四大右派」と併称される。章立凡は父の「四大右派」事件に連座し。1977年6月13日、章乃器は北京で病院地下室に逝世無実の罪を着る。文化大革命が終わった後、彼は中国社会科学院を卒業。

## 思想
章立凡は民主憲政を鼓吹する。
章立凡は毛沢東が中断した中国へ民主憲政のプロセスは、中国を導入した階級闘争、一党独裁の絶路。

## 著書
- 『君子之交如水』作家出版社、北京市、2007年。ISBN 9787506338585。
- 『記憶：往事未付紅塵』陝西師範大学出版社、陝西省西安市、2004年。ISBN 9787561330586。